# Stucklistock
Stucklistock – szczyt w Alpach Berneńskich, części Alp Zachodnich. Leży w Szwajcarii w kantonie Uri. Należy do pasma Alp Urneńskich. Można go zdobyć ze schroniska Voralphütte (2126 m). Szczyt otaczają małe lodowce: Tschingelfirn, Rütifirn i Hangfirn.